# Rose Blanche-Harbour le Cou
Rose Blanche-Harbour le Cou is een gemeente (town) in de Canadese provincie Newfoundland en Labrador. De gemeente ligt aan de zuidkust van het eiland Newfoundland.

## Geschiedenis
In 1971 werd de gemeente Rose Blanche-Harbour le Cou opgericht met het statuut van local improvement district (LID). In 1980 werden LID's op basis van The Municipalities Act als bestuursvorm afgeschaft, waarop de gemeente automatisch een town werd.

## Geografie
De gemeente bestaat uit Rose Blanche en het kleinere Harbour le Cou. Dat zijn twee vrijwel aan elkaar grenzende dorpjes aan de voorts zeer dunbevolkte westelijke zuidkust van Newfoundland. Rose Blanche is het meest zuidelijke van de twee en ligt net als het gemeentevrije gehucht Diamond Cove aan Rose Blanche Bay. Harbour le Cou ligt zo'n 800 meter verder noordwaarts en heeft zijn vissershaventje aan de gelijknamige zee-inham.

## Demografie
Demografisch gezien is Rose Blanche-Harbour le Cou, net zoals de meeste kleine gemeenten op Newfoundland, aan het krimpen. Tussen 1991 en 2021 daalde de bevolkingsomvang van 918 naar 344. Dat komt neer op een daling van 574 inwoners (-62,5%) in dertig jaar tijd.
| Jaar | Aantal inwoners | Verschil |
| ---- | --------------- | -------- |
| 1991 | 918             | –        |
| 1996 | 814             | -11,3%   |
| 2001 | 668             | -17,9%   |
| 2006 | 547             | -18,1%   |
| 2011 | 455             | -16,8%   |
| 2016 | 394             | -13,4%   |
| 2021 | 344             | -12,7%   |

## Transport
Rose Blanche-Harbour le Cou ligt op het einde van provinciale route 470 die vanuit Channel-Port aux Basques zo'n 45 km oostwaarts loopt. Het dorp La Poile, dat nog oostelijker ligt, is enkel bereikbaar via de vanuit Rose Blanche vertrekkende veerdienst.

## Gezondheidszorg
Gezondheidszorg wordt in de gemeente aangeboden door de Rose Blanche Clinic. Deze lokale zorginstelling valt onder de bevoegdheid van de gezondheidsautoriteit Western Health en biedt de inwoners van Rose Blanche-Harbour le Cou en omgeving alledaagse eerstelijnszorg aan. Het is een zogenaamde "reizende kliniek" (travelling clinic) die niet permanent bemand is maar geregeld geopend wordt door een bezoekend arts en een bezoekend gemeenschapsgezondheidsverpleegkundige (community health nurse) die verbonden zijn aan het Dr. Charles L. LeGrow Health Centre in Channel-Port aux Basques.

## Galerij

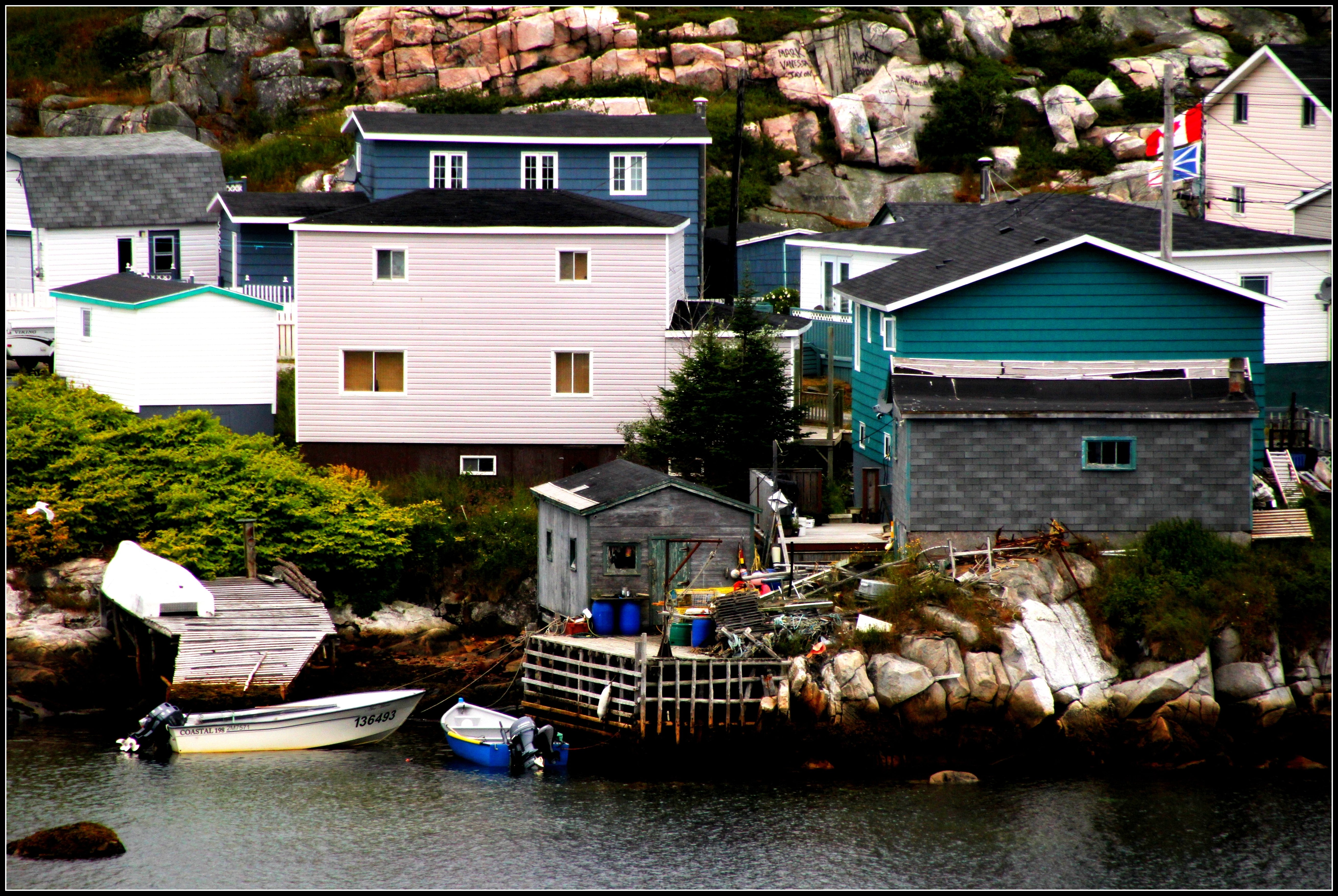
Enkele huizen aan de kust van Rose Blanche (2017)
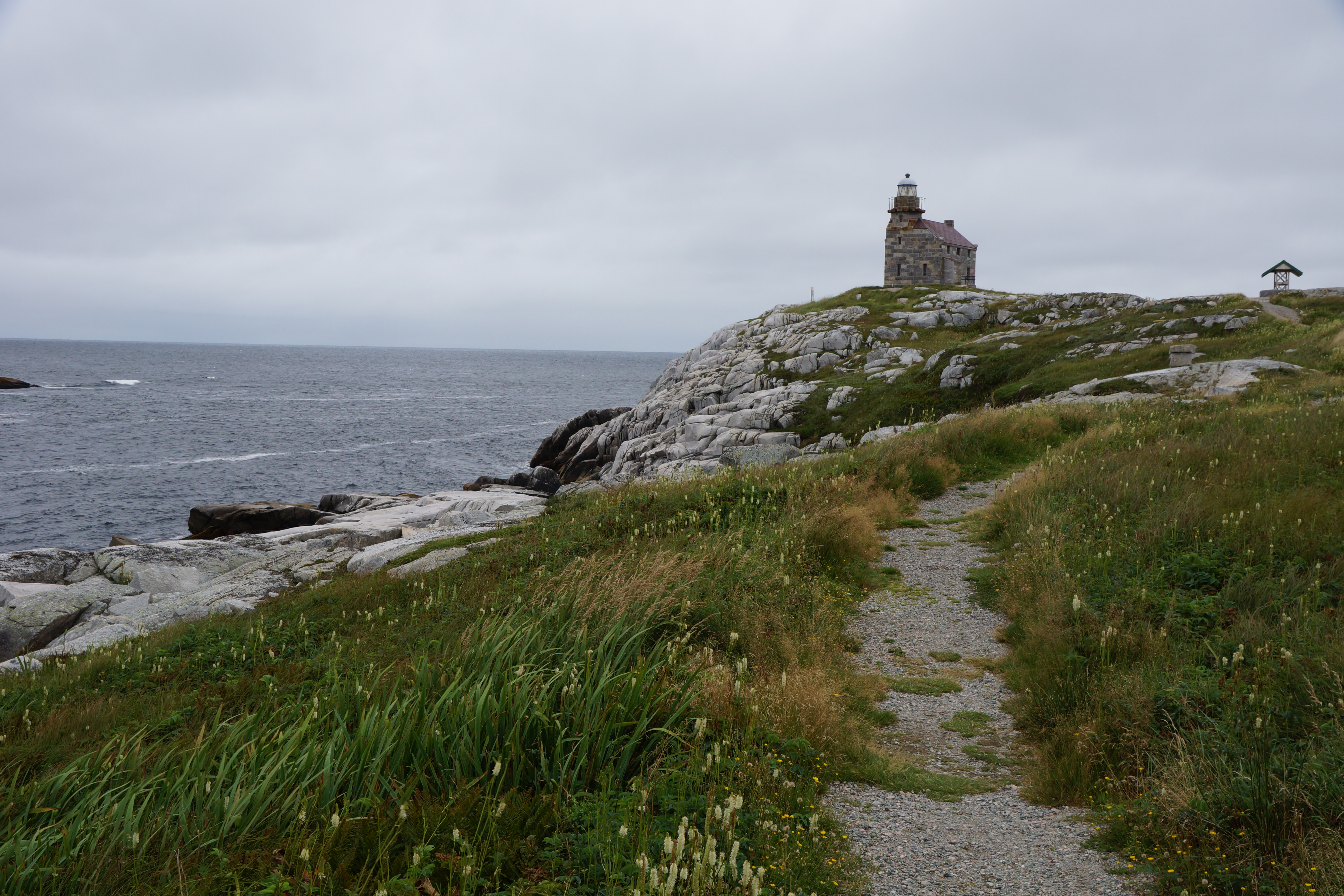
De granieten vuurtoren van Rose Blanche